# Das Lächeln des Jaguars
Das Lächeln des Jaguars. Eine Reise durch Nicaragua (OT. The Jaguar smile. A Nicaraguan Journey) ist der Titel einer 1987 publizierten Reiseerzählung von Salman Rushdie. Im selben Jahr erschien die deutsche Übersetzung von Melanie Walz.

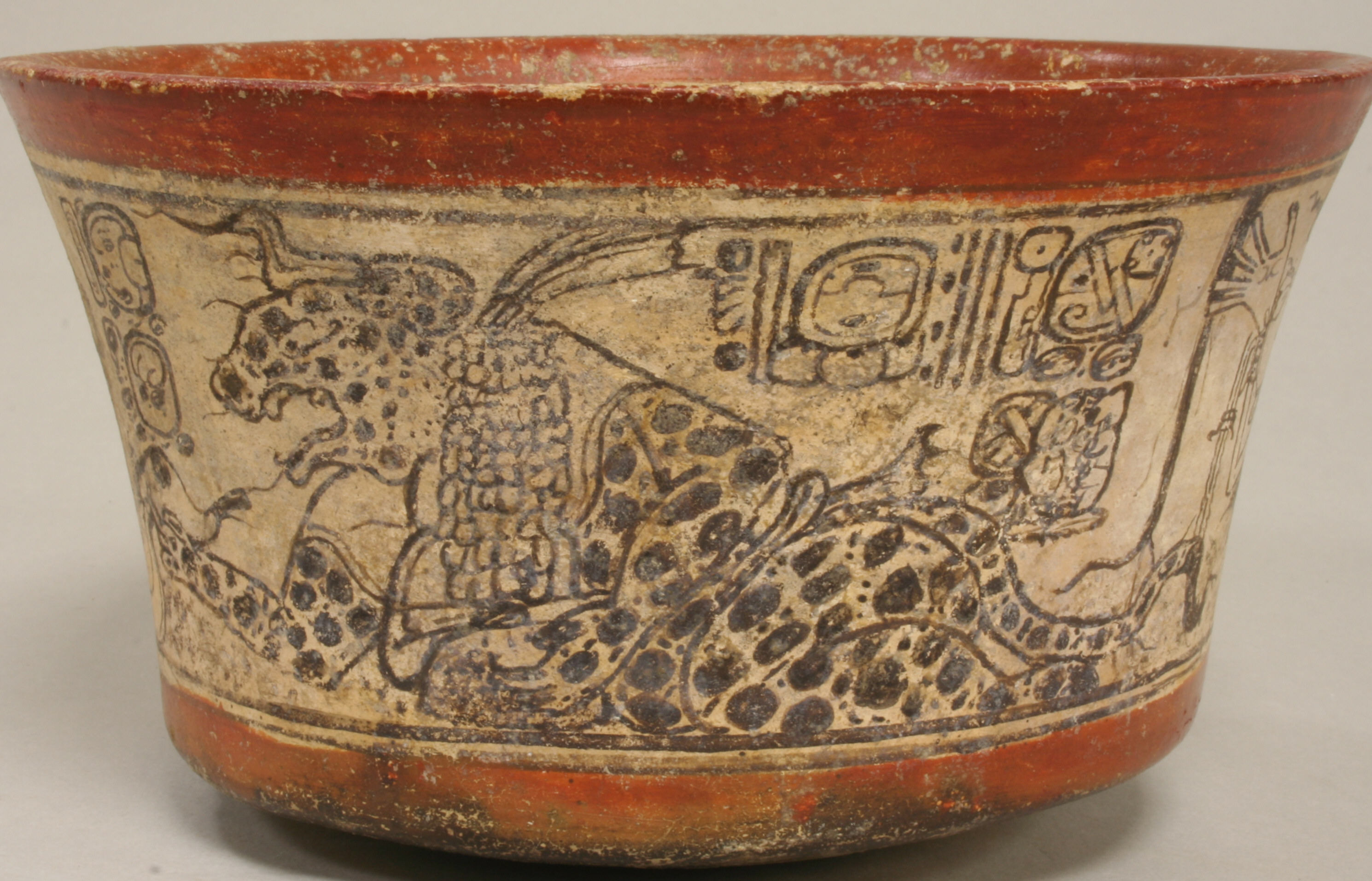
Maya-Keramik mit einer mythologischen Jaguar-Szene aus dem 8. Jh.

## Inhalt

### Ausgangssituation
Rushdie wurde, wie auch andere Schriftsteller, vom „Verband Sandinistischer Kulturschaffender“ (ASTC) zum siebten Jahrestag der Revolution, des „Triumphs der Sandinistischen Befreiungsfront“ am 19. Juli 1986 nach Nicaragua eingeladen. Man hat für den „el escritor hindu“ ein Besichtigungsprogramm und Gespräche mit Politikern und Literaten organisiert, damit er sich einen Eindruck von der Situation des Landes machen und über diese, wie er es bezeichnet, „Momentaufnahme“ berichten kann.
Rushdies dreiwöchiger Aufenthalt fand zu einem „kritischen Zeitpunkt“ innen- und außenpolitischer Spannungen statt. In den ersten drei Kapiteln flicht der Autor in seinen Bericht einen Überblick über die historische Entwicklung ein: Im Verlauf der „Sandinistischen Revolution“ stritten drei Fraktionen um die Strategie: Basisarbeit und Überzeugung der Campesinos, Guerillakrieg oder Aufstände der Mittelklasse in den Städten. Die dritte Variante Daniel Ortegas setzte sich durch. Zum Zeitpunkt der Rushdie-Reise war die Regierung in Konflikt mit den USA geraten, die nach Kuba (1959) eine erneute Erweiterung des Einflussbereiches der UdSSR in Mittelamerika befürchteten. Die Unterstützung der FMLN-Rebellen im Bürgerkrieg in El Salvador durch die Sandinisten war dafür ein Indiz. Der amerikanische Präsident Ronald Reagan verfolgte während seiner Amtszeit von 1981 bis 1989 eine antikommunistische Außenpolitik, verhängte Wirtschaftssanktionen gegen das von der Sowjetunion und Kuba unterstützte Land und stärkte die gegen die Sandinisten rebellierenden indigenen Miskitos und die aus Honduras operierenden Contras militärisch. Folgen waren ein Ruin der Wirtschaft und eine Instabilität Nicaraguas.
Rushdie unternahm die Reise als, wie er im „Prolog“ angibt, Unterstützer des Londoner Solidaritätskomitees für Nicaragua und folglich nicht „als völlig unbefangener Beobachter“ und als Sympathisant des Sozial- und Bildungsprogrammes der Regierung, aber er sah auch, neben der Gefahr einer von den USA gesteuerten Invasion, die Anzeichen einer autokratischen Entwicklung und stellte seinen Gastgebern in seinem Selbstverständnis als im Prinzip oppositioneller Schriftsteller kritische Fragen, z. B über die Ausweisung der Priester Vega und Bismarck Carballo als Reaktion auf die finanzielle Unterstützung der Contras durch die Regierung Reagan und das Verbot der unabhängigen Chamorro-Zeitung „La Prensa“.

### Begegnungen in Managua
Ausgangspunkt seiner Reisen durchs Land war die Hauptstadt Managua. Hier traf Rushdie bei Kulturveranstaltungen andere Gäste, mit denen er seine Eindrücke und die Beurteilung der politischen Lage austauschte, und führte, von seiner Dolmetscherin übersetzte, Gespräche mit Repräsentanten des Landes:
- Die Lyrikerin und Sandinistin Gioconda Belli, kehrte nach Beendigung der Somoza-Diktatur nach Managua zurück, engagierte sich in der politischen Bildung und arbeitete als Kulturredakteurin (Kap. 3).
- Der Dichter, Priester und sozialistische Politiker Ernesto Cardenal übernahm nach der Revolution das Amt des Kultusministers. Rushdie sprach mit ihm in seinem, im ehemaligen Badezimmer von Madame Somoza eingerichteten, Büro (Kap. 4). Diplomatisch ausweichend reagierte er auf die kritischen Fragen, ob sich die kubanische Revolution nicht in die falsche Richtung bewege: politische Gefangene, Menschenrechtsverletzungen, Folterungen, Verfolgung von Homosexuellen, Verhaftung des kritischen Schriftstellers Heberto Padilla. Cardenal bagatellisierte dies, Pressefreiheit sei nur Kosmetik. Wenn Rushdie auch die Kritik des Schriftstellers Mario Vargas Llosa an der zu großen Nähe Nicaraguas zu Moskau und Havanna nicht teilte und ihm seine Bezeichnung der Sandinisten als neue Stalinisten in der New York Times als überzogen vorkam, da offenbar literarische Werke unzensiert veröffentlicht werden konnten, so erinnerte ihn doch Cardenals als Akronym-„Minicult“ abgekürztes Kulturministerium an Orwells dystopischen Roman „1984“.
- Der Priester und Außenminister Miguel d’Escoto Brockmann befürchtete eine Invasion der USA und beklagte die konservativen Strukturen in der katholischen Kirche, während die Befreiungstheologie bei den einfachen Priestern Anklang finde (Kap. 6).
- Bei einer für die ausländischen Gäste veranstalteten Party und bei einer Einladung im Präsidentenhaus traf der Autor die Lebensgefährtin des Präsidenten Daniel Ortega, die Schriftstellerin und Politikerin Rosario Murillo, die er in seiner das Buch abschließenden „Danksagung“ für ihre Unterstützung hervorhebt (Kap. 3 und 11).
- Mit dem Präsidenten Daniel Ortega sprach Rushdie am 17. und 24. Juli (Kap. 3 und 11). Dieser begründete alle Notstandsmaßnahmen wie Zensur mit dem Kriegszustand, für den die USA verantwortlich sei, und hofft, sein Armut gewohntes Land werde wirtschaftlich irgendwie über die Runden kommen.
- Während die Vertreter des Systems die Schuld für die schwierige Situation Donald Reagans Aggressionspolitik gaben, den Einfluss der UdSSR und Kubas auf Nicaragua bestritten und, wie der Redakteur des Regierungsblattes „Barricada“, die Zensur mit der Notstandssituation begründeten, vertrat Violeta Barrios de Chamorro die Gegenposition. Die Witwe des unter Somoza ermordeten Pedro Joaquin Chamorro war nach dem Umsturz für einige Monate Mitglied der Regierungsjunta. Hinter dem Verbot ihrer Zeitung „La Prensa“ durch das Innenministerium stecke Ortegas Partei FSLN, die den Wahlsieg manipuliert habe. Die Regierung befolge wie Kuba einen kommunistischen Kurs der Enteignung und Unterdrückung objektiver Informationen. Bereits vor dem Verbot sei ihre Zeitung zensiert worden. Einen Einfluss der CIA auf ihre Berichterstattung bestritt sie. (Kap. 13: Dona Violettas Sicht der Dinge) Rushdie empfand ihre Argumentationsweisen, da sie für ihre Behauptungen keine Beweise nannte, als „unredlich“ und „durchsichtig“.

Die vom Kulturverband eingeladenen ausländischen Gäste (Kap. 5) sympathisierten alle mehr oder weniger mit der sandinistischen Regierung, vertraten eine Art sozialistisch-realistischer Kunst oder waren als USA-Kritiker bekannt wie der Filmproduzent Burt Schneider, der sich in den 1970er Jahren gegen den Eintritt der USA in den Vietnamkrieg aussprach und dem Aktivisten Huey Newton, dem eine Anklage wegen Mordes drohte, 1974 zur Flucht nach Kuba verhalf. Ein anderer Gast, die Fotografin Susan Meiselas, dokumentierte den Aufstand der Sandinisten gegen Somoza in ihrem Buch „Nicaragua, June 1978-July 1979“. Einige Teilnehmer der Party widersprachen Rushdies Literaturauffassung offen mit einer dogmatischen Linie: Der Sekretär des sowjetischen Schriftstellerverbandes Wladimir Amlisski verteidigte die Zensur Pasternaks und Solschenizyns mit Qualitätskriterien, allerdings seien bei den Verboten Fehler gemacht worden, und einige osteuropäische Kollegen schwärmten von ihren revolutionären Dichtern und der „Vereinigung mit der ganzen Menschheit“ (Kap. 9). Ein anderer Schriftsteller lehnte den magischen Realismus der antirealistischen Literatur Südamerikas als Macondismo ab. (Kap. 5).

### Reisen übers Land

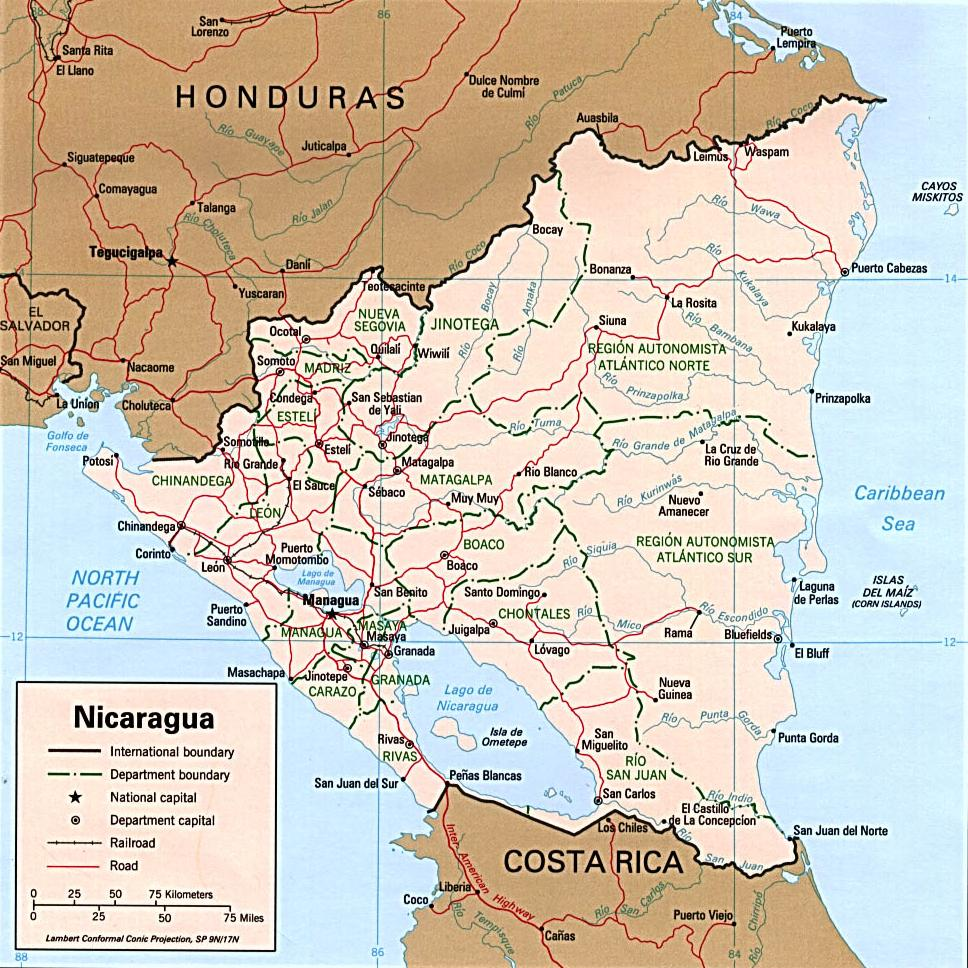
Karte von Nicaragua

Für Rushdie wurde ein Besuchsprogramm organisiert, damit er sich ein Bild von der Lebenssituation der Menschen machen konnte:
- Am „Tag der Nationalen Agrarreform“ zeigte man ihm im östlich von der Hauptstadt in der Provinz Boaco gelegenen Camoapa die Fortschritte in der Agrarreform (Kap. 2). Inzwischen seien die großen, von den geflohenen Besitzern zurückgelassenen Ländereien, die Hälfte des nicaraguanischen Ackerlandes, an etwa hunderttausend Familien, den früheren campesinos, verteilt worden. Der Außenminister bestritt den von den USA erhobenen Vorwurf der Enteignung und Kolchosierung. Die im Land gebliebenen Landwirte dürften ihre großen und kleine Betriebe weiterhin privat bewirtschaften. Keiner werde zur Kollektivierung gezwungen.
- Am Unabhängigkeitstag (19. Juli) begleitete Rushdie das Präsidentenpaar zu der nationalen Veranstaltung auf der Plaza in Estelí, im Norden nahe der Grenze zu Honduras, das 1978 bis 1979 im Bürgerkrieg heftig umkämpft war und stark zerstört wurde (Kap. 5).
- Im ärmlichen Riguero-Viertel Managuas nahm der Autor an einer bäuerlichen Messfeier „Misa Campesina“, teil, einem von Pater Molina, mit einer Popgruppe im Hintergrund, demonstrierten Beispiel der „Theologie der Befreiung“, über deren Rolle Rushdie mit dem Priester und Außenminister Miguel d’Escoto diskutierte (Kap. 6).
- Die ärmliche Stadt Matagalpa, in der Kriegszone mit Anschlägen der Contras von Honduras aus (Kap. 7), erinnerte den Autor mit ihrer Bevölkerungsmischung an Garcia Marques „Macondo“. Die gegen ihren Widerstand erfolgte Umsiedelung der Indianerbevölkerung aus der Grenzregion führte zu einem großen Integrationsproblem. Sie wohnten vorher isoliert auf Dschungelrodungen und sprachen eine eigene Sprache. Jetzt lebten sie in dicht aneinandergebauten Häusern. Die Versorgung war wegen der Materialknappheit schlecht und es gab zu wenig Schulplätze. Die „nur ein Dach-Politik“ enttäuschte die entwurzelten Familien und viele sympathisierten mit den Contras, die durch ihre Anschläge auf die durch die Regierung mit Waffen ausgerüsteten Campesinos die Wirtschaft zerschlagen wollten, denn die Materialknappheit führte zu einer Schwarzmarktwirtschaft und Korruption und zu einer wachsenden Unzufriedenheit.
- Rushdie fuhr weiter in den Norden, an Jinotega vorbei, nach Bocay an der Grenze zu Honduras und besichtigte die „Enrique-Acuna-Kooperative“ (Kap. 7), eine CAS-Genossenschaft mit dem Land, v. a. Kaffee- und Reisplantagen, im Gemeinbesitz und gemeinsamer Bearbeitung, während bei den CCS Genossenschaften der Boden in Privatbesitz war und individuell bearbeitet wurde, Bei beiden organisierte der Staat den Absatz der Produkte. Rushdie war beeindruckt von der Agrarreform, den Gesundheits- und Alphabetisierungsprogrammen.
- Gegen Ende seines Aufenthalts flog Rushdie in den östlichen Landesteil an der Karibikküste, um einen Blick auf Nicaraguas andere, kulturell westindisch geprägte Seite zu werfen (Kap. 12): In Bluefields und Laguna de Perlas in der Sonderzone II von Zelaya hatte er den Eindruck einer ärmlichen Provinz mit einem Bevölkerungsgemisch aus Indianern, Schwarzen und Mestizen. Sie waren an der Revolution wenig beteiligt und die Spannungen zur ehemaligen spanischen Kolonie an der Pazifikküste verstärkten sich durch die Zwangsumsiedelung indigener Miskitos, was einen Zulauf zu den Contras zur Folge hatte, und durch nicht eingehaltene Entwicklungsprojekte. Die Sandinistische Regierung versuchte diesen Fehler durch ein Autonomie-Versprechen zu korrigieren und die Bevölkerung für sich zu gewinnen.

### Resümee
Rushdie sah ein Land im Umbruch mit ungewisser Zukunft. Einerseits herrschte bei den nationalen Veranstaltungen eine Anti-Reagan-Stimmung vor, aber der Autor erlebte die Volksfeste als eine Mischung aus Folklore und nordamerikanischer Musik. Auch verfolgte man die US-Baseball-Ligaspiele, schaute sich im Fernsehen Jack-Nicholson-Filme an, kleidete sich trotz Wirtschaftsblockade nordamerikanisch. Bei aller politischen Orientierung an der UdSSR und an Kuba und Zensur der Opposition bemerkte Rushdie den Einfluss nordamerikanischer Kultur und Literatur: „Ich hatte ein […] unfertiges Nicaragua verlassen, ein Land, in dem die uralten feindlichen Kräfte des Erschaffens und der Zerstörung in heftigem Widerstreit miteinander lagen“. Trotz der Übermacht der USA schätzte er die Zukunft Nicaraguas als offen ein. Denn er beurteilte die Spannungen in der Bevölkerung auch als Generationskonflikt zwischen den älteren Somozisten und den jüngeren muchachos der Sandinistischen Nationalen Befreiungsfront (FSLN). Im „Epilog“ ließ er die Nicaraguanerin Silvia zu Wort kommen: „Die Revolution lebt. Sie muss leben, sonst gibt es keine Hoffnung. Aber die vielen Probleme! Die vielen Schwierigkeiten! Das viele Leid!“

## Der Ritt auf dem Jaguar
Rushdie greift bei seiner im Titel verwendeten Jaguar-Metaphorik auf die amerikanische Mythologie zurück: Die Maya verehrten einen Gott in Jaguargestalt, der als Beherrscher der Unterwelt gesehen wurde. Bei den Azteken war eine der obersten Kriegerkasten, die sogenannten Jaguarkrieger, in Felle von Jaguaren gehüllt. Aus der Zeit der präkolumbische Kulturen in Peru, Mexiko und Mittelamerika sind Jaguar-Steinfiguren, -Zeichnungen oder -Skulpturen erhalten geblieben.
Als Motto variiert der Autor den bekannten Limerick über den Tiger aus Niger zu einer Allegorie über die Zukunft Nicaraguas, wobei er in seinem Alptraum zwei unterschiedliche Interpretationen anbietet: Nach der „linke[n] Auslegung“ verkörpert das Mädchen die Revolution, der Jaguar die Geopolitik oder USA. Der Ritt stellt den Versuch dar, im „kolonisierten Hinterhof“ ein „freies Land“ zu schaffen. Nach der anderen Deutung steht das Mädchen für das Land und der Jaguar für die Revolution.
Eine Schöne aus Nicaragua

ritt lächelnd einst auf einem Jaguar.

In den Wald gings zu zwei’n,

doch heraus kam einer allein,

und wer lächelte, das war der Jaguar.

## Rezeption
Von der Literaturkritik wurde allgemein die, bei aller Sympathie für die Sandinisten, um Objektivität bemühte kritische Haltung Rushdies anerkannt. Ambivalent ist die Time-Rezension von Pico Iyer. Er lobt, der Bericht, sei „mit den Augen eines Romanautors“ anschaulich geschrieben, aber die ideologische Sympathie des Autors neige dazu, die Anzeichen des sandinistischen Totalitarismus zu verharmlosen. Der Leser könne sich jedoch an den beschriebenen Situationen selbst ein Urteil bilden. Da in einer Zeit des Ost-West-Konflikts die Bewertung der politischen Situation in Amerika ideologisch befrachtet sei, stünden zwei Bewertungen nebeneinander: Rushdies eigene Ansichten seien durch seine Erlebnisse offenbar weitgehend unverändert geblieben und es sei unwahrscheinlich, dass er die Ansichten seiner Leser ändere. Diejenigen, die seine Annahmen teilen, würden seiner Hoffnung zustimmen; diejenigen, die sie ablehnen, dagegen nicht.

## Vergleich mit der Entwicklung Nicaraguas nach Rushdies Reise
Ein Vergleich mit der heutigen Situation des Landes zeigt, dass sich weniger die Wunschträume als die im Jaguar-Limerick ausgedrückten alptraumartigen Befürchtungen des Autors erfüllt haben. Zwar kam es zu keiner Invasion durch US-Truppen oder die Nachbarstaaten und Rushdies Gesprächspartner, der Außenminister Miguel d’Escoto Brockmann, arbeitete mit am Friedensabkommen von Esquipulas (1987), das die Bürgerkriege in Mittelamerika beendete, doch die Sandinisten verloren 1990 die Wahl gegen das antisandinistische Wahlbündnis UNO. 16 Jahre regierten drei konservative Politiker mit unterschiedlichem Erfolg das Land. Unter der Präsidentschaft der Rushdie-Gesprächspartnerin und „La Prensa“-Herausgeberin Violeta Chamorro (1990 bis 1997) stabilisierte sich die Wirtschaft, doch ihr Nachfolger José Arnoldo Alemán Lacayo (1997 bis 2002) war in eine Korruptionsaffäre verstrickt und wurde zu einer Haftstrafe verurteilt. 2006 gewann Ortega mit seinen Sandinisten gegen ein zerstrittenes konservatives Lager die Wahl und regiert bis heute.
Die innenpolitische und wirtschaftliche Situation hat sich seit Rushdies Besuch weiterhin verschlechtert: Nicaragua gehört zu den ärmsten Ländern Amerikas. Die Stabilitäts-, Demokratie-, Freiheits- und Pressefreiheitsindizes sind niedrig, der Korruptionsindex dagegen ist hoch. Diese Situation spiegelt sich in der Abwendung einiger der von Rushdie interviewten Sandinisten und Ortega-Unterstützer.
- 1987 wurde das Kultusministerium des Rushdie-Gesprächspartners Ernesto Cardenal aufgelöst. 1994 protestierte der Dichter gegen den autoritären Führungsstil der FSLN. Im Januar 1998 wurde gegen ihn ein Haftbefehl wegen Landfriedensbruchs, Diebstahls, Sachbeschädigung und der Mitgliedschaft in einer kriminellen Vereinigung erlassen, jedoch bald wieder aufgehoben.[14] Nach einer Europa-Tournee im Jahr 2008 kehrte Cardenal nicht in seine Heimat zurück, da er, nachdem er die Amtsführung und den Lebensstil Ortegas kritisiert hatte, bei der Wiederaufnahme eines 2005 eingestellten Prozesses wegen Verleumdung zur Zahlung einer Geldstrafe verurteilt wurde. 2018 prangerte er den Machtmissbrauch und die Korruption der Ortegas an: „Daniel Ortega und seine Frau Rosario Murillo haben sich das ganze Land angeeignet, Justiz, Polizei und Militär eingeschlossen, ihre Macht ist unbegrenzt.“[15]
- Auch Gioconda Belli,[16] die 1994 ihre Funktionen innerhalb der Partei verlor, schrieb 2018: „Daniel Ortega und seine Familie kontrollieren das ganze Land, von den Medien über die Polizei bis zur Justiz.“ Nach den Hunderte von Toten fordernden Protesten gegen die Regierung beklagte sie die „absurde Rhetorik“ Ortegas[17] und verglich die Propaganda von Rosario Murillo eher mit der Goebbels als mit der in Orwells Dystopie 1984: „This is more Goebbels than Orwell“.[18] Sie habe 1978 gehofft, dass Somoza der letzte Tyrann sein würde, den sie in ihrem Land sehen würde,[19] aber das leicht psychopathische Präsidentenpaar habe eines der schwärzesten Kapitel in der Geschichte Nicaraguas geschrieben und im Land eine Klientelwirtschaft entwickelt.[20] Belli wohnte seit 1990 sowohl in Managua als auch in Los Angeles, heute lebt sie im Exil in Madrid.[21] Im Februar 2023 wurde ihr, wie 93 weiteren Kritikern des Regimes, die Staatsbürgerschaft entzogen.[22]
- Rosario Murillos Tochter aus erster Ehe Zoilamérica Narváez beschuldigte 1998 ihren Stiefvater Daniel Ortega, sie seit ihrem 9. Lebensjahr sexuell missbraucht zu haben.[23] Als sie in einem 2016 veröffentlichten Interview den Vorwurf erneuerte, nahm Rosario Murillo, in deren Haus Rushdie 1986 über „Kinderspielzeug und die dazugehörigen Kinder“ (Kap. 5) gestolpert war, die damals 19-jährige Zoilamerica war wohl nicht dabei, ihren Mann in Schutz.[24][25] Von ihrem Exil in Costa Rica aus verurteilte sie ihren Stiefvater während der nicaraguanischen Präsidentenwahl 2021.[26]